# Celtis pacifica
Celtis pacifica là một loài thực vật có hoa trong họ Cannabaceae. Loài này được Planch. mô tả khoa học đầu tiên năm 1848.